# George O'Hara
Pour les articles homonymes, voir O'Hara.

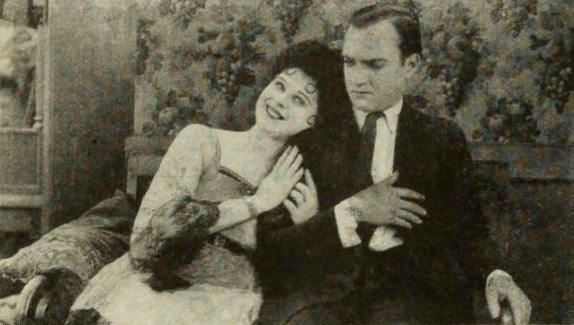
George O'Hara dans The Crossroads of New York (1922)

George O'Hara (1899 – 1966) est un acteur américain et scénariste de l'époque du cinéma muet.

## Biographie
Né à New York le 22 février 1899, il commence sa carrière d'acteur en travaillant pour Mack Sennett. Il est crédité en tant que producteur associé en 1921 pour le film A Small Town Idol. Dans Fighting Blood en 1923, il joue le rôle d'un boxeur dans un de ses films les plus populaires. Il passe derrière la caméra tout en continuant sa carrière d'acteur. Il tient le rôle du demi-frère de John Barrymore dans une adaptation de Moby Dick intitulée The Sea Beast en 1926. Sa carrière décline durant les années 1930, et il n'apparait plus à l'écran qu'épisodiquement.
Il meurt à Los Angeles d'un cancer le 16 octobre 1966.

## Filmographie
- 1919 : La Petite Dame d'à côté
- 1920 : Love, Honor and Behave - Newlywed Groom
- 1921 : Queenie de Howard M. Mitchell
- 1921 : L'Idole du village (A Small Town Idol) de Erle C. Kenton et Mack Sennett - Cameraman, coproducteur
- 1922 : Fiancé malgré lui (The Crossroads of New York) de F. Richard Jones - Michael Flint
- 1922 : Shirley of the Circus - Pierre
- 1923 : Fighting Blood - Gale Galen aka Six Second Smith
- 1923 : A Midsummer Night's Scream
- 1924 : Listen Lester - Jack Griffin
- 1924 : Darwin Was Right (en) - Robert Lee
- 1925 : The Pacemakers
- 1925 : What Price Gloria? - Tom Granger
- 1926 : Jim le harponneur (The Sea Beast) de Millard Webb - Derek Ceeley
- 1926 : Casey of the Coast Guard - Ensign John Casey
- 1926 : Why Girls Go Back Home - John Ross
- 1926 : Bigger Than Barnum's - Robert Blandim
- 1926 : Going the Limit - Gordon Emery
- 1926 : The False Alarm - Tim Casey
- 1926 : The Timid Terror - Talbot Trent
- 1926 : Is That Nice? - Ralph Tanner
- 1927 : California or Bust - Jeff Daggett
- 1927 : Burnt Fingers - Dick
- 1927 : Yours to Command - Robert Duane
- 1927 : Ladies Beware - Jack O'Diamonds
- 1928 : Pirates of the Pines - John Markham
- 1929 : Le Martyr imaginaire (A Single Man) (scénariste)
- 1929 : Le Dernier Voyage (Side Street) (scénariste)
- 1939 : Jesse James - Teller
- 1939 : News Is Made at Night - Usher
- 1939 : The Honeymoon's Over
- 1940 : The Grapes of Wrath
- 1941 : The Cowboy and the Blonde - Melvyn
- 1941 : Cadet Girl - Waiter
- 1941 : Remember the Day - Photographe
- 1945 : The Dolly Sisters Frank Tinny
- 1945 : Laurel et Hardy toréadors (cosénariste)
- 1948 : When My Baby Smiles at Me - Stagehand